# Raphaël Glorieux
Raphaël Glorieux (Quévy-le-Petit, 26 januari 1929 - Montignies-le-Tilleul, 19 augustus 1986) was een Belgisch baanwielrenner. Zijn broer Gabriel Glorieux was ook een baanwielrenner.

## Carrière
Glorieux nam in 1948 deel aan de Olympische Spelen waar hij vijfde werd in de ploegenachtervolging. Zowel bij de amateurs als bij de profs behaalde hij Belgische titels in de achtervolging.

## Erelijst

### Baan
| Jaar           | BK            | EK       | WK            | Overige                                    |
| Amateurs       | Amateurs      | Amateurs | Amateurs      | Amateurs                                   |
| -------------- | ------------- | -------- | ------------- | ------------------------------------------ |
| 1948           | Achtervolging |          |               | Olympische Spelen: 5e ploegenachtervolging |
| 1949           | Achtervolging |          |               |                                            |
| 1950           | Achtervolging |          |               |                                            |
| 1951           | Achtervolging |          | Achtervolging |                                            |
| Beroepsrenners |               |          |               |                                            |
| 1952           | Achtervolging |          |               | Oostende (ploegkoers)                      |
| 1953           | Achtervolging |          |               | Prix Houlier-Comès (ploegkoers)            |
| 1954           | Achtervolging |          |               |                                            |
| 1955           | Achtervolging |          |               |                                            |